# 千野皓司
千野 皓司（ちの こうじ、1930年12月17日 - 2022年12月）は、日本の映画監督、脚本家。
1967年に「喜劇 東京の田舎っぺ」で監督デビュー。70年代初頭から80年代半ばはテレビドラマを手がけた。社会の底辺でしぶとく生き抜こうとする人々や、戦争によって人生を翻弄された人々の悲哀を描くことが多い。
妻は舞踏家の谷口登美子。長女は画家の千野渓子。次女はボリショイ劇場付属バレエ学校を卒業した国立ロシアバレエの初の日本人プリマであるバレリーナ、千野真沙美。

## 経歴
東京都新橋烏森の花柳界を得意先とする半襟呉服商の長男として生まれるが、実母が4歳の時死去、数人の継母によって育てられる。
通称「天ぷら屋河内屋のミツちゃん」－本名小村井光三郎－のち講談師神田伯龍が大森海岸に住む町内の子供達を集め、レストランの主人が書いた脚本で料亭「松浅本店」の大広間の舞台で芝居を上演、その時主役をつとめたことから演劇に興味を抱きはじめた。
小学校6年、13歳の時、戯曲「僕等の体操（1幕2場）」を書き東京都立芝商業学校に入学すると文芸部の「文芸誌」に掲載、終戦後学制改革により芝商業学校が新制高校となると「演劇部」創立に中心的役割を果たす。
1947年、新憲法実施記念として開催された「日本学生演劇聯盟中等部合同研究発表会」に芝商業高校演劇部も参加。ゲアハルト・ハウプトマン「ハンネレの昇天」とカール・シエヘル「信仰と故郷」を上演。ザントベルゲル役で出演した。その時参加した各校の演劇部の生徒の中にその後新劇界で活躍した高橋昌也、伊藤正子、名古屋章、林光らがいた。
1948年、第2回東京都新制高等学校演劇コンクールに芝商業高校演劇部が参加。江口寿男作「机の上」を上演して、第1位を獲得。その時「計算尺」の役を演じた。そしてNHK放送劇「就職」を執筆。主役として声の出演を果した。これを契機に新劇俳優の道を志した。
1949年、東京都立芝商業高校から早稲田大学第一文学部芸術学科に進学。演劇を専攻、学費は奨学金、生活費は4人の高校生の家庭教師料で、一方在学中に小牧正英バレエ団に所属し、全国各地の公演に参加した。
1954年、早稲田大学大学院文学研究科に進学。再び奨学金を得て俳優を志し文学座演技研究所に通うが、俳優として生きるには経済的に無理、適正を欠くと主宰の戌井市郎に判断され断念。映画監督の道に方向転換する。
1955年、大学院中退後、日活撮影所へ助監督として入社。井上梅次、西河克己、松尾昭典などの助監督に就く。助監督時代から完璧主義者として有名だったようで、映画評論家の田山力哉によれば「自分ですべて完璧に段取りをつけ、『さあ監督、スタートをかけてください』と監督になにもさせなかった」という伝説が映画人仲間の間で語られる程だったという。
1958年、小牧バレエ団の谷口登美子と結婚。1964年、長女・渓子が誕生。
1967年、東京ぼん太主演のコメディ『喜劇 東京の田舎っぺ』で監督昇進。同年の『喜劇 ニューヨーク帰りの田舎っぺ』、翌1968年の『いろいろあらアな田舎っぺ』と“田舎っぺ三部作”を手がける。
1969年、次女・真沙美が誕生。同年、野坂昭如原作「ゲリラの群れ」、釜ヶ崎オールロケで撮った野心的な4作目『極道ペテン師』を監督。注目される。
1970年、『極道ペテン師』が石原プロに注目され、5作目となる『ある兵士の賭け』の監督をオファーされるも、撮影方針を巡る石原プロモーションの中井景プロデューサーとの衝突の末、途中降板。映画は公開時に名義上ではアメリカ側監督のキース・エリック・バート、チーフ助監督だった白井伸明との共同監督に。が、この騒動を機に映画界から実質的に追放され、劇場用長編映画のメガホンから遠去かる。
1971年、ロマンポルノ路線に方向転換した日活に反発し退社。フリーとなる。生活のためにテレビに活動の場を移し、前年に創立されたばかりのユニオン映画製作のドラマ『おひかえあそばせ』のメイン監督を担当。石立鉄男の人気シリーズを誕生させるきっかけとなる。
1972年、ドラマ『パパと呼ばないで』を手がける。これが大衆の人気を得て、シリーズ第3弾で石立のドラマとしての代表作になる。そればかりか、小さなヒロイン“チー坊”役に当時7歳で抜擢された杉田かおるが「天才子役」として一躍ブレイク。
1974年、シリーズ第5弾のドラマ『水もれ甲介』を手がける。これがユニオン映画の石立シリーズでは、千野の最終作となった。
1976年、田中邦衛主演ドラマ『泣かせるあいつ』の初回2話のみ監督。これ以降は単発ドラマが中心に。
1978年、当時テレビ朝日の福富哲プロデューサーに誘われ参加した「真相」シリーズ第一作として、沖縄返還協定を巡る外務省機密漏洩事件（通称「西山事件」）を題材に『密約-外務省機密漏洩事件』を、著者澤地久枝の協力を得て35ミリフィルムで撮り発表放映（通常のテレビドラマは16ミリ）。1978年度の日本テレビ大賞優秀賞を受賞。しかし政治色が強い内容ゆえ一度も再放送されることなく、封印作品となった。千野は「テレビ界から2年間干されましたよ。暗黙の制裁ですね」と、2004年4月に行われたインタビューで当時を振り返っている。「真相」はシリーズで続行され、1981年の『滋賀銀行九億円横領事件 女の決算』、大地康雄が犯人役を演じて注目された1983年の『深川通り魔殺人事件』などといった意欲作を生んだ。
1984年、テレビ朝日開局25周年記念作品のドラマ『海よ眠れ』を2年がかりで完成し放映。テレビドラマの仕事をやりつくしたこと、そしてその実績は映画に決して結びつかないことを悟った千野は、この作品を最後にテレビでの活動に自ら終止符を打ち、映画現場への復帰を目指す。
1988年、『密約』が放映から10年目にして劇場公開という形で解禁。1988年度日本映画復興会議奨励賞を受賞し、1989年度モスクワ国際映画祭正式招待作品に選出される。
1990年、長編ドキュメントアニメ『戦争が終わった夏に 1945年・樺太(サハリン)』を監督。同年、ミャンマーの人気作家ジャネージョー・ママレーの小説「血の絆」映画化に向けての企画が始動。
2003年、バブル崩壊の影響による出資会社倒産、劇映画としては初のオールロケとなったミャンマーの情勢悪化、アジア経済危機による資金難で5年余りの製作中断、当初の主演女優の降板や製作委員会発起人の相次ぐ急逝などといった苦難を経て、映画監督としては13年ぶりの劇場用長編『THWAY -血の絆』を完成させる。第17回東京国際映画祭「ある視点」部門の出品上映や、各地での有料試写会といったイベント上映のみで正式な公開はない。第28回山路ふみ子文化賞、第14回日本映画批評家大賞・富士フイルム奨励賞、2004年度シナリオ作家協会功労賞を受賞した。
2006年、『血の絆』撮影を機にミャンマーに魅せられた千野は、11月7日に発足した「ミャンマー関連団体連絡会」（MMRG）の代表委員長に、2007年には　NPO法人「ザ・コンサルタント ミャンマー」相談役に、社団法人・日本ミャンマー友好協会会長に就任。日本・ミャンマー友好に尽力している。
2010年、沖縄普天間基地移設問題で西山事件が再び注目されたことを受けて、アニープラネット配給により「密約」が4月10日より22年ぶりに全国順次再公開された。同年8月21日には、東京町田ペンの会創立35周年記念として「海よ眠れ」が26年ぶりに町田市民ホールにてDVD-COM上映された。
2011年、10月13日から16日までの4日間にわたって尾道市と福山市で開催された劇場未公開作品の発掘上映を目的とした「お蔵出し映画祭」にて、『血の絆』がコンペティション部門にノミネートされた。
日本シナリオ作家協会会員だったが2020年4月4日に退会。2022年12月死去、92歳。
日本映画監督協会専務理事、日本映像職能連合幹事長、ミャンマー関連団体連絡会代表委員、東京町田ペンの会々長、竹橋事件の会副会長を歴任した。

## 監督作品

### 映画
- 喜劇 東京の田舎っぺ（1967年 日活）兼脚本
- 喜劇 ニューヨーク帰りの田舎っぺ（1967年、日活）
- ぼん太の結婚屋 いろいろあらアな田舎っぺ（1968年 日活）兼脚本
- 極道ペテン師（1969年 ノーベルプロ、日活）兼脚本
- ある兵士の賭け （1970年 石原プロ、日活）
- 密約-外務省機密漏洩事件（1988年 三船プロ、テレビ朝日、オフィスヘンミ）1978年放映のTVドラマを改めて劇場公開 ※1988年度日本映画復興会議奨励賞受賞、1989年度モスクワ国際映画祭招待作品
- 戦争が終わった夏に1945年・樺太（サハリン）（1990年　アーバンプロダクション、樺太映画製作委員会）劇場用アニメ
- THWAY-血の絆（2004年 映画「血の絆」製作委員会）兼企画・制作・脚本 ※第28回山路ふみ子文化賞受賞、2004年度日本映画批評家大賞富士フイルム奨励賞受賞、2004年度シナリオ作家協会功労賞受賞、第17回東京国際映画祭「ある視点」部門出品、お蔵出し映画祭2011コンペ部門ノミネート

### PR映画
- 若さの栄養学 (雪印乳業提供・スタジオ77製作）
- 美しく生きる (カネボウ化粧品、TCJ製作）

### テレビ用映画
- あいつと私（1967年 日活、日本テレビ）
- ある日わたしは（1967年 日活、日本テレビ）
- おひかえあそばせ（1971年 ユニオン映画、日本テレビ）メイン監督
- 気になる嫁さん（1971年 ユニオン映画、日本テレビ）メイン監督
- パパと呼ばないで（1972年-1973年 ユニオン映画、日本テレビ）メイン監督
- 雑居時代（1973年-1974年 ユニオン映画、日本テレビ）メイン監督 第14、20話脚本も
- 水もれ甲介（1974年-1975年 ユニオン映画、日本テレビ）メイン監督 第19、20、23、24話脚本も
- 炎の記憶（1975年 東京映画、日本テレビ）昼帯ドラマ
- 泣かせるあいつ（1976年 松竹、日本テレビ）
- 密約 外務省機密漏洩事件（1978年 三船プロ、テレビ朝日）単発 ※1978年度日本テレビ大賞優秀賞受賞
- 尊属殺人事件（1980年 テレビ朝日）単発
- 滋賀銀行九億円横領事件 女の決算（1981年 S・H・P、テレビ朝日）単発 ※ギャラクシー賞月間賞受賞
- ママに殺意を（1981年 日本テレビ）単発
- 執念-愛の天使マザーテレサと心（1982年　Ｕ局16ネットワーク放映）
- 女の中の悪魔（1982年 東映、TBS）単発 ※ギャラクシー賞月間賞受賞
- あるフィルムの背景（1983年 オフィスヘンミ、TBS）単発
- 深川通り魔殺人事件（1983年 テレビ朝日）単発 ※ギャラクシー賞月間賞受賞
- 開き過ぎた扉（1983年 オフィスヘンミ、TBS）単発
- 海よ眠れ（1984年 テレビ朝日）3部作（テレビ界初の8時間ドラマ）大作 ※1984年度日本テレビ大賞優秀賞受賞、日本ジャーナリスト会議奨励賞、ギャラクシー賞月間賞受賞

## 助監督作品
- 次郎長遊侠伝　天城鴉（1955年 日活)
- 少年死刑囚（1955年 日活）
- 青空の仲間（1955年 日活）
- 母なき子（1955年 日活）
- ただひとりの人（1956年 日活）
- 愛情（1956年 日活）
- 隣の嫁（1956年 日活）
- 感傷夫人（1956年 日活）
- 勝利者（1957年 日活）
- 嵐を呼ぶ男（1957年 日活）
- 夜の牙（1958年 日活）
- 夫婦百景（1958年 日活）
- 明日は明日の風が吹く（1958年 日活）
- 素晴らしき男性（1958年 日活）
- 続夫婦百景（1958年 日活）
- 嵐を呼ぶ友情（1959年 日活）
- 群集の中の太陽（1959年 日活）
- 東京の孤独（1959年 日活）
- 青春蛮歌（1959年 日活）
- 清水の暴れん坊（1959年 日活）
- 男が命を賭ける時（1959年 日活）
- 打倒(ノックダウン）（1960年 日活）
- 男の怒りをぶちまけろ（1960年 日活）
- ノサップの銃（1961年 日活）
- ずらり俺たちゃ用心棒（1961年 日活）
- 人間狩り（1962年 日活）
- 天使と野郎ども（1962年 日活）
- 夢がいっぱい暴れん坊（1962年 日活）
- 若者に夢あり（1962年　日活）
- 霧の夜の男（1962年 日活）
- 金門島にかける橋（1962年 日活、台湾中央電影）
- 歌う暴れん坊（1962年 日活）
- 夜の勲章（1963年 日活）
- 男の紋章（1963年 日活）
- 関東遊侠伝（1963年 日活）
- 続男の紋章（1963年 日活）
- 男の紋章　風雲双つ竜（1963年 日活）
- 夕陽の丘（1964年 日活）
- 風と樹と空と （1964年 日活）
- 敗れざるもの（1964年 日活）
- 真紅な海が呼んでるぜ（1965年 日活）
- 泣かせるぜ（1965年 日活）
- 男の紋章　竜虎無情（1966年 日活）
- 二人の世界（1966年 日活）
- 夜霧の慕情（1966年 日活）
- 私、違っているかしら（1966年 日活）
- アジア秘密警察（1966年 日活、香港群氏兄弟公司）

## 脚本のみ作品
- ずらり俺たちゃ用心棒（1961年 日活）
- 夜の勲章（1963年 日活）
- まごころ（1973年 大映テレビ、TBS）第13、15、16、19話
- 刑事犬カール（1977年 東京映画、渡辺企画、TBS）第12、15、18、28、33話
- 下町探偵局（1978年 ホリ企画、テレビ朝日）単発
- 渚の白い家（1978年 斎藤耕一プロ、松竹）
- コメットさん（1979年　国際放映）第45話
- 対馬丸 —さようなら沖繩—（1982年　グループタック、対馬丸製作委員会、日本ヘラルド映画）劇場用アニメ

## 未映像化シナリオ作品
- 男（キネマ旬報、1971年3月下旬号に掲載） - 千野が助監督時代から5年間取材した、「鶴田浩二‐傷害事件」の映画化を目指したシナリオ作品。様々な事情が重なり、挫折、未映像化。
- ぞうれっしゃがやってくる - 劇場用アニメ企画で、1990年6月脚本脱稿。共同映画社が加藤盟脚本・監督で準備するが、結果として映画化されず。

## 出演作品
- 映画監督って何だ!（2006年 日本映画監督協会、マジックアワー）大坪康雄 役